# Menos que cero
Menos que cero —título original en inglés Less Than Zero— es la primera novela del escritor estadounidense Bret Easton Ellis, publicada en 1985. Está considerada un best seller. Ellis la escribió mientras estudiaba en la universidad de Bennington, aunque el propio autor afirmó en una entrevista que había empezado a trabajar los primeros esbozos de la obra durante su año sophomore en el instituto.

## Sinopsis
Clay, un estudiante universitario de Nuevo Hampshire, vuelve a Los Ángeles para pasar las vacaciones de Navidad. Allí se reúne con su exnovia Blair y se ve envuelto en un cúmulo de situaciones de abuso de consumo de drogas, fiestas y reencuentros con sus antiguos amigos. 

## Críticas
Menos que cero recibió críticas mayoritariamente negativas.
Michiko Kakutani calificó a algunas partes de la novela como fuertemente sensacionalistas, a la vez que destacaba la prosa fría e inexpresiva del autor y señalaba que se hace difícil distinguir a unos personajes de otros, a causa de una conducta muy similar caracterizada por la total falta de objetivos. Kakutani también reseñó el cinismo de los protagonistas, con el cual según ella al lado de estos jóvenes «el personaje de James Dean en Rebelde sin causa parecería una Pollyanna». El medio USA Today la describió como un «El guardián entre el centeno para la generación MTV». Ciertos críticos, entre ellos Terry Teachout o Larry McCarthy, han apuntado al paralelismo entre el personaje de Clay y el propio Bret Easton Ellis, señalando el segundo que distintos fragmentos del libro parecen estar sacados de un diario del escritor, cargado de «angst adolescente y melodrama». En PopMatters se describe a los momentos dramáticos como poco convincentes o creíbles y los elementos que estructuran realmente la trama de la novela como «mundanos». La novela ha sido relacionada en términos de estilo con la escritora Joan Didion y con su obra Play It as It Lays. Las reseñas críticas benévolas con la obra destacaron su carácter de acertado retrato de la juventud de aquella época, junto con el importante papel que desempeñó Ellis como influencia en la novela americana. También se destaca que los lectores jóvenes de los 80's recibieron bien a Menos que cero gracias a que se sentían identificados con la obra.

## Repercusión
En 1987 se estrenó una película basada vagamente en los hechos de la novela y con una connotación mucho más moralista que la de la obra original. La canción «Song for Clay (Disappear Here)» de la banda británica Bloc Party está inspirada en esta novela, así como el nombre de la banda noruega Zeromancer, en cuya elección también influyó la obra de Ellis. 